# Dodge Viper (VX I)
Cet article concerne la cinquième génération de la Dodge Viper. Pour des informations générales sur la voiture de sport, voir Dodge Viper.
La Dodge Viper (VX I) est la cinquième et dernière génération de la voiture de sport Dodge Viper produite par le constructeur automobile américain Dodge. Introduite pour l'année modèle 2013, la voiture a été entièrement repensée et comprenait des fonctionnalités telles qu'un système de freinage antiblocage, un contrôle de stabilité électronique et un contrôle de traction qui rendaient la voiture compatible avec les normes de sécurité des véhicules modernes. La production est interrompue en août 2017.

## Histoire et évolution
Lors d'une conférence chez un concessionnaire le 14 septembre 2010 à Orlando, en Floride, le PDG du groupe Chrysler et de Fiat, Sergio Marchionne, a signalé, avoir conclu des remarques en dévoilant un prototype roulant de la Dodge Viper de 2012. Il y aurait des voitures produites pour l'année modèle 2011.
À l'automne 2011, Ralph Gilles a annoncé que la prochaine génération de la Viper ferait ses débuts au Salon de l'auto de New York en avril 2012.
Au Salon international de l'auto de New York 2013, la toute nouvelle SRT Viper GTS a été dévoilée ainsi que des plans pour faire également entrer la voiture dans la course.
Dans le cadre du plan de Chrysler visant à transformer Street and Racing Technology (SRT) en une marque de véhicule distincte au sein de Chrysler Group LLC, la SRT Viper est devenue le véhicule phare de la marque.
En mai 2014, la marque SRT a été re-consolidée sous Dodge, l'ancien PDG de SRT, Ralph Gilles, continuant en tant que vice-président senior de la conception des produits et également en tant que PDG et président de Motorsports. La voiture a été renommée Dodge Viper en 2015.

## Caractéristiques
SRT a offert deux versions de la Viper; la SRT Viper et la GTS. La GTS est le modèle haut de gamme offrant plus de confort que le modèle de base. La différence extérieure la plus notable entre les deux modèles est le capot. Le modèle de base a six évents de capot fonctionnels tandis que le modèle GTS n'en a que deux. Pour commémorer le retour de la Viper, SRT a proposé une finition "launch edition" disponible sur 150 modèles GTS en 2013. Toutes les voitures launch edition étaient peintes en Viper Blue avec des doubles rayures blanches et sont venues avec une plaque de tableau de bord sérialisée placée à l'intérieur de leurs cabines. L'intérieur des voitures launch edition était recouvert de cuir Black Laguna avec coutures contrastées.
La SRT Viper GTS comprend un revêtement en cuir, couleurs accentuées sur les sièges, les portes, la console centrale et les coutures; Garniture en métal bronze sur le cadre du groupe d'instrumentation, prises HVAC, cadres du commutateur des vitres, base du levier de vitesses, cadre du frein de stationnement et la poignée de maintien du passager intégrée sur la console centrale; Sièges de course Sabelt avec coque en Kevlar et fibre de verre, capot, toit, couvercle de coffre et panneaux de porte en fibre de carbone, roues «Venom» en aluminium forgé à six branches divisées avec face polie et alvéoles peintes graphite (de série), roues entièrement peintes en Hyper Black et/ou roues entièrement peintes en noir à faible brillance.
La SRT Viper dispose d'un régulateur de vitesse et de commandes sur le volant. Le téléphone Bluetooth UConnect avec diffusion audio Bluetooth est de série, tout comme un écran tactile de 8,4 pouces comme celui des Chrysler 300, Dodge Charger et Dodge Journey. Elle dispose également d'un système de son surround Alpine et de nombreuses combinaisons d'extérieur, d'intérieur et de roues. Il y a également un écran reconfigurable à transistor à couche mince de quatre pouces dans le groupe de jauges pour afficher les informations importantes du véhicule, les messages du système et les commandes pour désactiver le contrôle de traction, le contrôle de stabilité et d'autres fonctionnalités. Elle dispose également d'une finition "track mode" avec une minuterie de piste intégrée, un affichage de compte à rebours "stoplight" et d'autres fonctionnalités. Les sièges électriques, l'entrée sans clé et les sièges chauffants sont également de nouvelles options. Un système de navigation Garmin était également une option disponible, tout comme la radio satellite Sirius-XM et la radio HD. Un disque dur intégré pour stocker de la musique MP3 et des photos JPEG était également inclus en équipement standard.
La finition optionnelle SRT Track comprend des pneus Pirelli P Zero Corsa, des disques de frein en deux pièces à rainures StopTech et des roues ultra-légères dans les finitions Hyper Black ou noir mat.
Dodge a introduit une nouvelle finition GT en 2015 pour combler l'écart entre la Viper de base et le modèle GTS. Les acheteurs de la GT ont obtenu la suspension à deux modes réglable par le conducteur et le système de contrôle électronique de la stabilité à cinq modes de la GTS, ainsi que des sièges en cuir Nappa avec des accents Alcantara et des coutures contrastées.

## Performances
La Viper (VX I) est propulsée par un moteur V10 entièrement en aluminium de 8 382 cm3 (8,4 L). Le moteur produisait initialement 649 ch (477 kW; 649 ch) à 6 150 tr/min et 814 N m de couple à 4 950 tr/min, mais en 2015, la puissance a été augmentée de 5 ch pour un total de 654 ch (481 kW).
La Viper pouvait accélérer de 0 à 97 km/h en 3,4 secondes et atteindre une vitesse de pointe de 332 km/h.

## Variantes

### Dodge Viper ACR

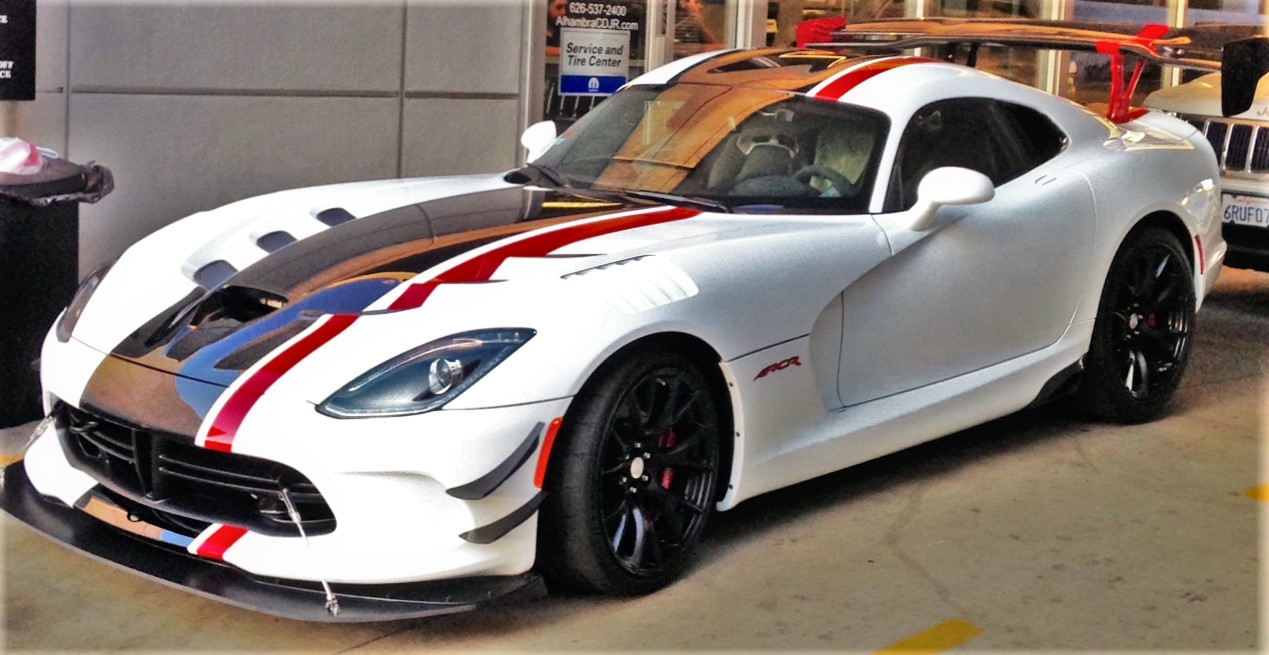
Dodge Viper ACR

Au SEMA 2014, Dodge a présenté une Viper ACR concept car basé sur la nouvelle plateforme VX I. La voiture a finalement été introduite en 2015 pour l'année modèle 2016. Le prix de base de l'ACR de 2016 était de 121 395 $ US aux États-Unis et de 159 995 $ CA au Canada.
La Viper ACR de 2016 était équipée d'un tout nouveau kit carrosserie aérodynamique en fibre de carbone, qui comprenait un nouveau séparateur avant et un aileron arrière fixe en fibre de carbone, produisant un appui total de 680,5 kg dans les virages. Le moteur V10 de 8 382 cm3 (8,4 L) de la Viper ACR produisait la même puissance de 645 ch (481 kW) à 6 200 tr/min et 813 N m de couple à 5 000 tr/min comme dans toutes les autres versions de la Viper. Les freins étaient de Brembo, avec des disques et des étriers spécialement conçus pour la voiture. Les disques étaient désormais en céramique de carbone, une première pour la Viper. Le système de freinage contient des disques de 391 mm (15 pouces) avec des étriers à 6 pistons à l'avant et des disques de 360 mm (14 pouces) avec des étriers à 4 pistons à l'arrière. Les pneus provenaient de Kumho, utilisant un ensemble de pneus appelé Kumho Ecsta V720 ACR, une variante des V720 spécialement conçue pour l'ACR. Les pneus avant sont des P295 / 25R19Z, légèrement plus petits que ceux de la Viper ordinaire, et des P355 / 30R19Z à l'arrière. Le système de suspension est fabriqué par Bilstein, qui dispose de 10 réglages pour le réglage du rebond et de la compression pour les amortisseurs.
Les options pour la voiture sont très diverses, comme pour toutes les autres versions de la Viper. Un exemple est la finition ACR Extreme Aero, qui était la même finition utilisée pour aider la voiture à battre un total de 13 records de tours de piste. La finition comprenait l'ajout d'une extension de séparateur avant amovible, d'un nouvel aileron arrière réglable à deux éléments, de quatre becquet avant, de six virures de diffuseur amovibles, de conduits de frein amovibles et de volets de capot amovibles, et s'ils sont retirés, révélera un espace dans le capot. Cela aidait la voiture à produire 227 kg d'appui supplémentaire dans les virages, pour un total de 907 kg. Avec cette finition, la vitesse de pointe a été réduite à seulement 285 km/h au lieu de 307 km/h en raison de l'appui massif produit par la voiture. À vitesse maximale, la voiture produit 799,5 kg d'appui, le meilleur de toutes les voitures de série.

### Dodge Viper Time Attack
Le modèle Time Attack (TA) a été introduit en 2013 et avait deux variantes, 1.0 et 2.0, chaque variante étant différente de l'autre. La 1.0 était vendue par SRT et était faite en tant que petite amélioration pour la Viper GTS.
Le moteur n'a reçu aucune modification et a été évalué à 645 ch (481 kW) et 813 N m, le même que pour la voiture standard, mais la vitesse maximale a chuté à 311 km/h en raison des ajouts aérodynamiques de la voiture.
La voiture avait maintenant l'ajout de la finition Advanced Aerodynamic (séparateurs de coin avant en deux pièces et aileron de couvercle de coffre arrière en fibre de carbone), roues Sidewinder II légères finies en noir mat, pneus Pirelli P Zero Corsa, suspension Bilstein DampTronic à deux modes (Street et Race) adaptée de la GTS, mais avec des niveaux d'amortissement plus fermes et un plus petit écart entre les modes, amortisseurs de chocs, taux de ressort accrus et barres antiroulis plus épaisses, renfort en X en fibre de carbone sous le capot (au lieu du renfort en aluminium sur tous les autres modèles), applique de feu arrière en fibre de carbone de la finition Exterior Carbon Fiber Accent, disques de frein Brembo en deux pièces avec anneau de frein plus large, étriers de frein Brembo noirs anodisés peints avec le logo Viper en TA Orange, logos TA derrière les deux roues avant et un autocollant Stryker au lieu du badge standard sur le capot (TA Orange sur les voitures Venom Black, noir sur les voitures TA Orange et Venom White), intérieur noir avec coutures contrastantes en TA Orange sur les sièges en tissu balistique, le tableau de bord et le capot, la console centrale, le frein à main, la botte de changement de vitesse et les panneaux de porte. La finition Aerodynamic ajoute 91 kg de force d'appui à 160 km/h.
Le 18 mars 2013, MotorTrend a testé la SRT Viper TA au Mazda Raceway Laguna Seca, établissant le record du tour pour les voitures de production en 1 min 33 s 62, battant le temps au tour de 1 min 33 s 70 de la Chevrolet Corvette ZR1.
L'édition TA est revenue pour l'année modèle 2015 et s'appelait TA 2.0 (mais la TA 1.0 était toujours disponible jusqu'à et y compris la dernière année modèle, 2017). Ce modèle était vendu par Dodge.
La partie 2.0 du surnom fait référence à la finition Aerodynamic mis à jour, qui comprend un aileron arrière plus grand, de nouveaux becquets avant et un nouveau séparateur avant en fibre de carbone. La finition améliore la force d'appui à 181 kg à 241 km/h par rapport aux 126 kg à 241 km/h de la Viper TA de 2014. Les pièces internes ont également été améliorées, avec une configuration de suspension améliorée, de nouveaux rotors Brembo en deux pièces et des amortisseurs, des ressorts et des barres stabilisatrices améliorés. La voiture a également une entretoise en X améliorée.
La puissance de sortie de la voiture est également restée la même que celle de la 1.0. Cependant, les données étaient basées sur la version Dodge de la Viper, pas sur la version SRT. Contrairement au 1.0, la 2.0 a conservé la vitesse maximale de 332 km/h de la voiture standard. La consommation de la voiture a été améliorée dans la version 2.0, avec 18 l/100 km en ville et 12 l/100 km sur autoroute.
GTC
Le modèle GTC a été introduit en 2015 et avait un programme de personnalisation qui offrait 8 000 couleurs et 24 000 rayures peintes à la main, 10 choix de roues, 16 garnitures intérieures, 6 options aérodynamiques et une quantité non divulguée d'options autonomes à choisir. Il y avait un total de 25 millions de combinaisons de construction possibles,,.
La commande d'une GTC inscrivait le client dans un programme VIP unique appelé Viper Concierge, qui, selon Dodge, «offre un point de contact exclusif tout au long du processus de construction personnalisé de la Viper». Le processus de conciergerie commence avec l'étape de la commande, qui comprenait que Dodge envoyer aux clients un éclat de peinture confirmant le choix du propriétaire. Peu de temps après, Dodge a envoie aux acheteurs une réplique "speed-form" à l'échelle 1:18 dans les couleurs personnalisées choisies, pour confirmer ou refuser la construction. Une fois que la sélection de la couleur et des options de l'acheteur a été verrouillée, cette voiture devenait une Viper unique pour cette année - aucun autre acheteur ne serait autorisé à construire une Viper selon les mêmes spécifications.

## Records du tour
En octobre 2015, l'ACR a remporté un temps de 7 min 1 s 67 au Nürburgring Nordscheleife avec la finition Extreme Aero, géré par SRT, et rodé par le pilote d'essai Dominik Farnbacher. Malheureusement, le tour n'était pas officiel selon SRT.
Une tentative de financement participatif lancée par le volontaire Russ Oasis en 2017 sur la plateforme de financement GoFundMe a commencé à collecter des fonds pour récupérer le record du tour sur le Nürburgring. Le financement participatif a fini par atteindre 198 000 $. Il s'est finalement retrouvé soutenu par 377 personnes, ainsi que par le parrainage et l'assistance de Kumho Tire (fournisseur de pneus), Prefix Performance (anciennement connu sous le nom d'Arrow Performance) (fournisseur de logistique et de pièces), ViperExchange (prêt de voitures) et Fox Pro Films (tournage des tours). Le pilote d'essai SRT, pilote de course et ancien détenteur du record du Nürburgring, Dominik Farnbacher, est revenu sur la piste pour aider le groupe à reprendre le record. Les pilotes de course Luca Stolz, Mario Farnbacher et Lance David Arnold sont également venus. Leur objectif était la deuxième position dans la catégorie des véhicules légaux pour la rue. La Lamborghini Huracán Performante qui occupait ce poste à ce moment-là avait un temps au tour de 6 min 52 s 01. Le groupe a connu trois essais, avec des temps au tour de 7 min 3 s 45 (établi par Dominik Farnbacher), 7 min 3 s 23 (établi par Mario Farnbacher) et 7 min 1 s 30 (établi par Lance David Arnold), respectivement,,. Leur voyage de trois jours à Nürburg, en Allemagne, s'est terminé par l'accident d'une Viper ACR.
Malgré l'échec du dépassement de l'Huracán Performante, l'équipe était toujours en mesure de faire de la Viper ACR la voiture américaine à propulsion arrière (sans assistance supplémentaire) et à transmission manuelle la plus rapide pour faire le tour de la piste. Leur temps au tour a également amené la voiture à la cinquième position des véhicules légaux pour la route en 2017.

## Production
Les ventes de la Viper en 2013 et 2014 sont médiocres. La production est réduite de 1/3 en octobre 2013, puis arrêtée pendant deux mois en avril 2014 dans un contexte de ralentissement des ventes.
En octobre 2015, le groupe Fiat Chrysler a annoncé que la Viper mettrait fin à sa production en 2017. Initialement, Fiat Chrysler a cité des ventes médiocres comme raison pour arrêter la Viper; Cependant, d'autres sources ont déclaré que la voiture avait été abandonnée parce que la Viper n'était pas en mesure de se conformer à la réglementation de sécurité FMVSS 226, qui exige des rideaux gonflables latéraux. En juillet 2017, Fiat Chrysler a annoncé qu'elle fermerait définitivement l'usine d'assemblage de Conner le 31 août 2017.
Chrysler a annoncé cinq Viper en édition spéciale pour la dernière année modèle de production.